# Жоанно, Шарль
Шарль Жоанно (фр. Charles Johannot) — французский художник и гравёр по меди; брат художников Альфреда и Тони Жоанно.

## Биография
Родился в городе Оффенбах, Германия, в семье французских беженцев, оказавшихся в Германии после подписания Нантского эдикта. Точная дата рождения Шарля неизвестна, предположительно между 1783 и 1788 годами, хотя указываются 1795 и 1798 годы.
Из его работ наиболее известны виньетки с рисунков Дезенна и большой эстамп «Раненый трубач» с картины Ораса Верне.
Также неизвестна точная дата смерти Шарля, приводятся 1824 и 1825 годы.